# کیهان‌شیمی

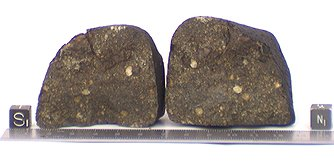
مطالعه شهاب‌سنگ‌ها و اجرام آسمانی از جمله مهم‌ترین فعالیت‌ها در علم کیهان‌شیمی است.

کیهان‌شیمی (به انگلیسی: Cosmochemistry) شاخه‌ای از علم شیمی و کیهان شناسی است که به مطالعه و بررسی ترکیبات و مواد شیمیایی موجود در گیتی از جمله شهاب سنگ‌ها و دنباله‌دارها و دیگر اجرام و اجسام فرازمینی می‌پردازد.

## تاریخچه
در سال ۱۹۳۸ میلادی یک معدن‌شناس سوئیسی به نام ویکتور گلداشمیت (به انگلیسی: Victor Goldschmidt) و همکارانش لیستی دربارهٔ " فراوانی کیهانی " گرد آوری کردند.
در ۱۱ اکتبر سال ۲۰۱۱ میلادی دانشمندان گزارش دادند که گرد و غبار کیهانی شامل مواد آلی پیچیده است که می‌تواند به‌طور طبیعی توسط ستارگان ایجاد شود.
در فوریه سال ۲۰۱۴ میلادی ناسا اعلام کرد یک پایگاه داده به روز رسانی برای ردیابی هیدروکربن‌های آروماتیک چند حلقه در جهان به وجود آمده‌است.

## شهاب سنگ‌ها
شهاب سنگ‌ها یکی از ابزارهای مهم برای مطالعه ماهیت شیمیایی در منظومه شمسی هستند.
یافته‌های اخیر توسط ناسا، بر اساس مطالعات از شهاب سنگ‌ها بر روی زمین، نشان می‌دهد دی اِن اِی (به انگلیسی: DNA) و آر اِن اِی (به انگلیسی: RNA) جانبی (آدنین، گوانین و ملکول‌های ارگانیک مرتبط)، بلوک‌های ساختمان برای زندگی که ما می‌شناسیم، ممکن است در فضا ماورایی تشکیل داده باشد.